# Trono d'argento

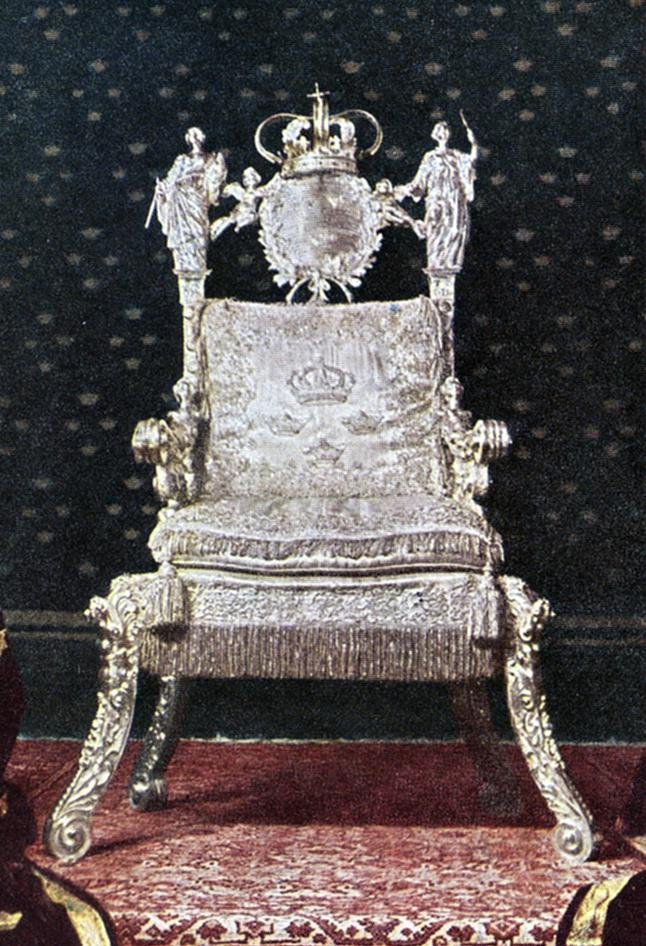
Il trono d'argento

Il trono d'argento o più propriamente trono d'argento della regina Cristina (in svedese: Drottning Kristinas silvertron), è il trono reale svedese, utilizzato per le cerimonie di incoronazione dei re di Svezia a partire dalla regina Cristina nel 1650. 

## Storia
Il trono d'argento venne realizzato da Abram Drentwett di Augusta su commissione di Magnus Gabriel de la Gardie che lo donò alla regina Cristina di Svezia in occasione della sua incoronazione nel 1650. Il trono era posto nella sala del Trono dell'antico castello di Tre Kronor è stato uno degli unici due mobili salvato dal rovinoso incendio del 1697 che distrusse completamente il castello. Il trono continuò ad essere utilizzato per le cerimonie d'incoronazione di tutti i sovrani svedesi e venne conservato al palazzo di Wrangel. Quando venne completato l'attuale palazzo reale di Stoccolma e la famiglia reale vi si trasferì nel 1754, il trono venne qui trasportato per continuare a svolgere il proprio servizio di sede simbolica del sovrano dello stato svedese.
Col cambiamento della cerimonia dell'annuale apertura dei lavori del parlamento svedese nel 1975, il trono è rimasto di fatti inutilizzato. Alla cerimonia di presentazione ufficiale della principessa Vittoria come erede al trono di Svezia nel 1995, Carlo XVI Gustavo si sedette su un trono più piccolo accanto ad esso.

## Il trono

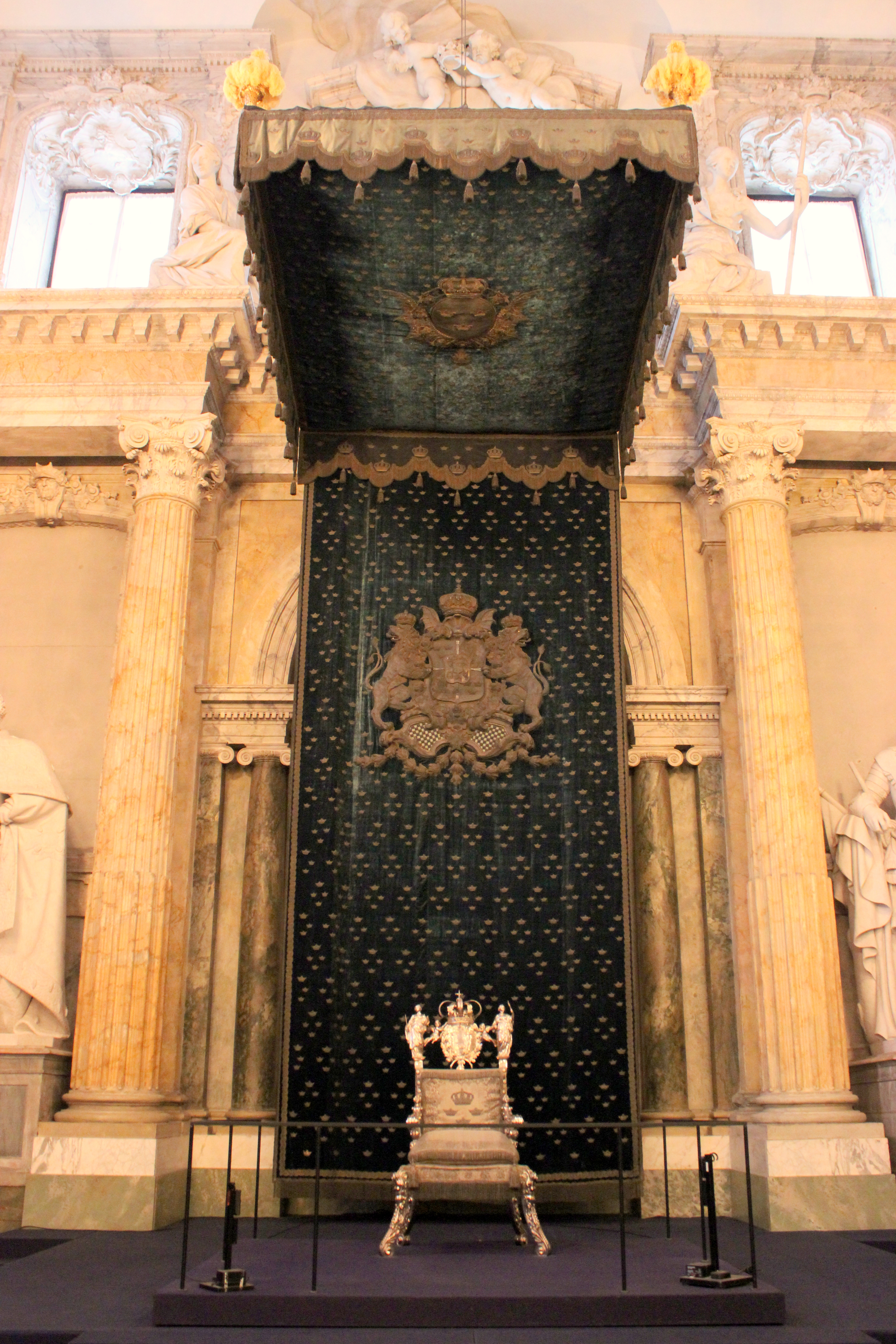
Il trono ed il baldacchino

Il trono di Svezia è realizzato in legno e completamente ricoperto di lamine d'argento. Il cuscino del sedile è stato pure realizzato in tessuto argentato nel XVIII secolo. La sedia ha le gambe leggermente allargate rispetto alla mole della sedia, sia per sostenere il peso complessivo del trono, sia per dare maggiore stabilità alla struttura dato l'alto schienale decorato. Sullo schienale, sopra la sedia, si trovano le figure della Giustizia che tiene in mano una spada e della Prudenza che tiene fra le mani uno specchio, virtù sentite come necessarie al sovrano. Due putti sostengono una corona reale sotto la quale si trovava il monogramma della regina Cristina (due "C" rivolte a specchio), che venne conservato sia da Carlo XI che da Carlo XII che avevano le medesime iniziali della sovrana, ma che nel 1751 venne sostituito col simbolo generico di una corona da re Adolfo Federico.
Il trono si trova posto sotto un baldacchino d'argento che viene citato per la prima volta nel 1648. Esso venne probabilmente ricamato dal perlista francese Pierre Boucher, ma il tessuto originario è oggi andato perduto in quanto la sovrana volle che la sua stoffa fosse utilizzata per essere inclusa nelle culle del futuro Carlo X Gustavo e di Edvige Eleonora, come pure poi venne utilizzato per quella di Carlo XI. Quando Carlo XI venne incoronato nel 1675, si sentì il bisogno di realizzare un nuovo baldacchino e Georg Ulrich venne chiamato a restaurare la struttura nelle forme originarie previste per l'incoronazione della regina Cristina.

## Repliche
La bellezza e la particolarità di questo trono, hanno portato alla realizzazione di almeno due sue repliche impiegate nel mondo del cinema: nel 1933 ne venne realizzato uno fedele all'originale per il film "La regina Cristina" con Greta Garbo nel ruolo della sovrana. Nel film Batman del 1989, il trono del Joker ha fattezze che richiamano chiaramente quello reale svedese.

## Galleria d'immagini

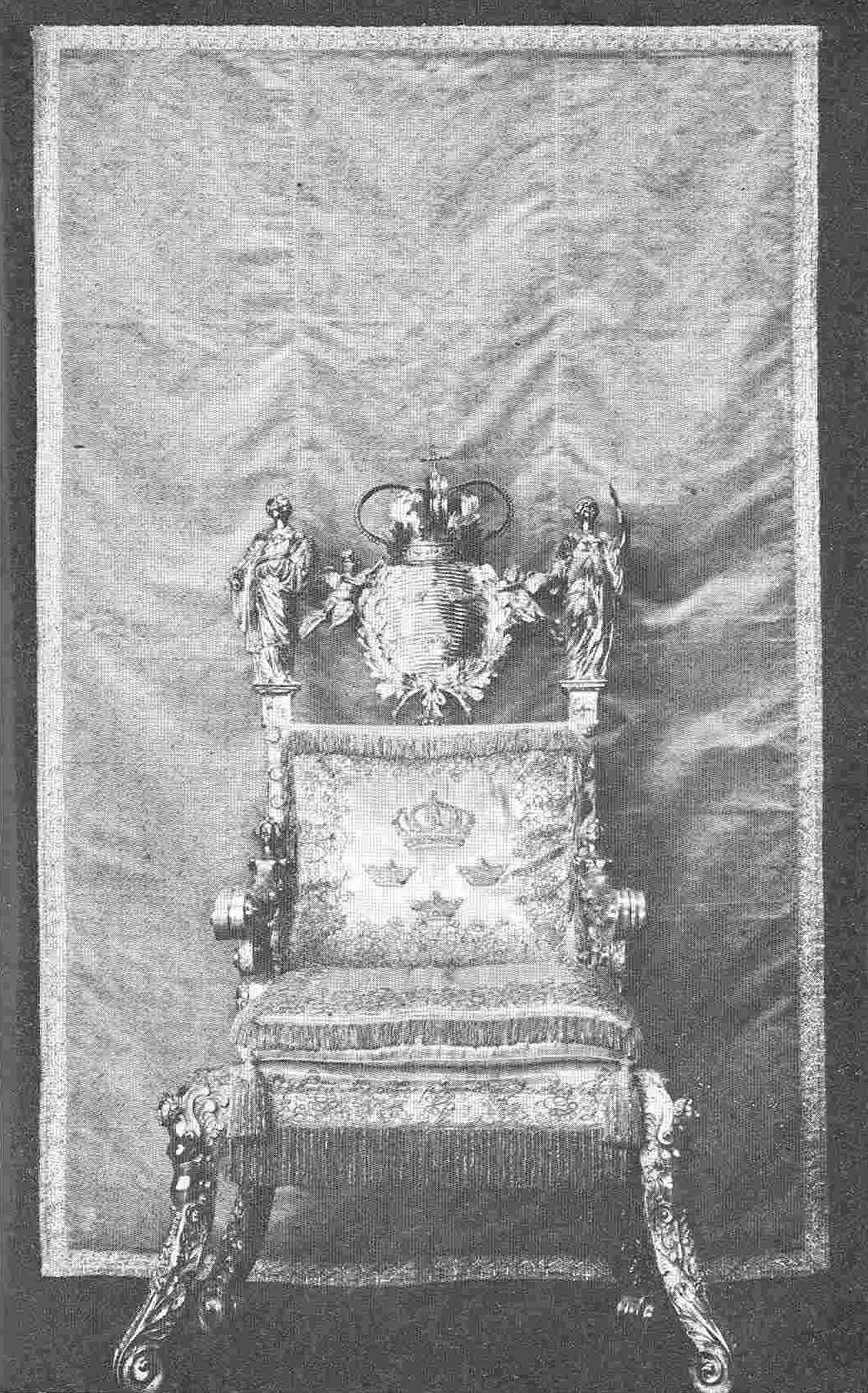
Il trono d'argento in una fotografia del 1900
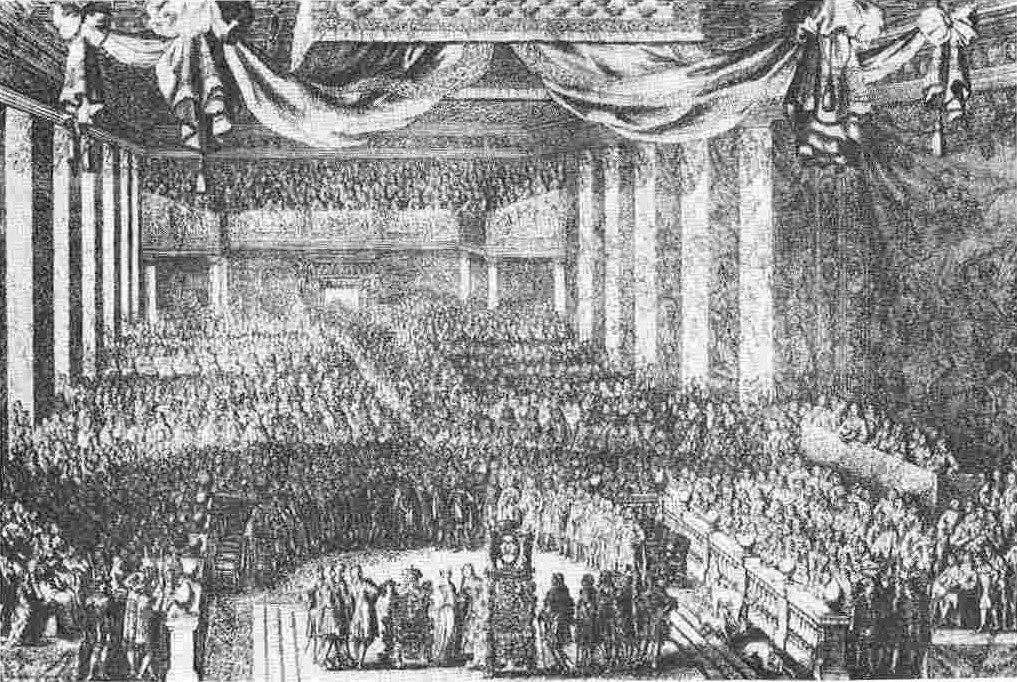
Il trono d'argento nell'antica sala del trono del castello di Tre Kronor
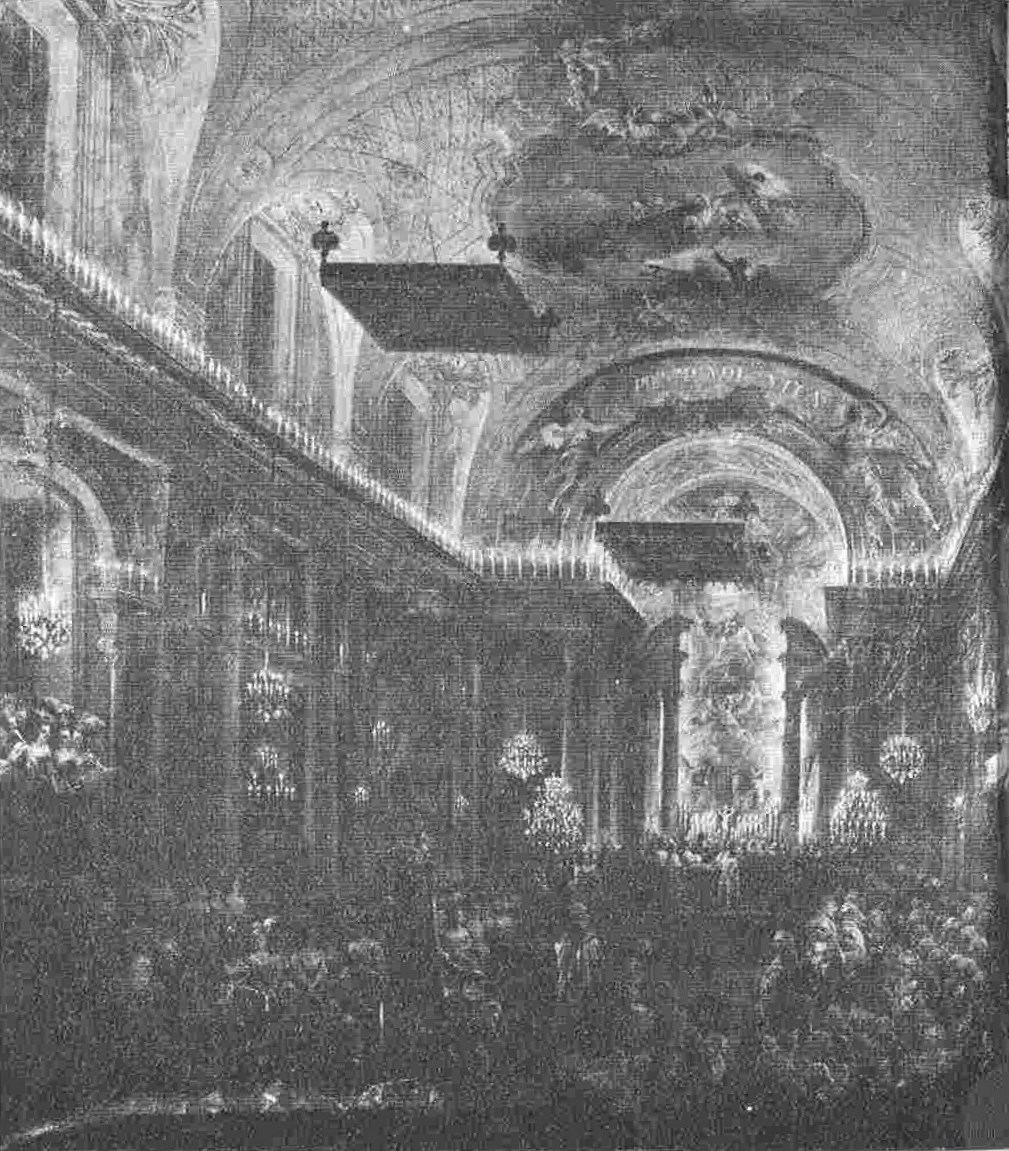
Il trono d'argento al battesimo di Gustavo Adolfo nella Slottskyrkan
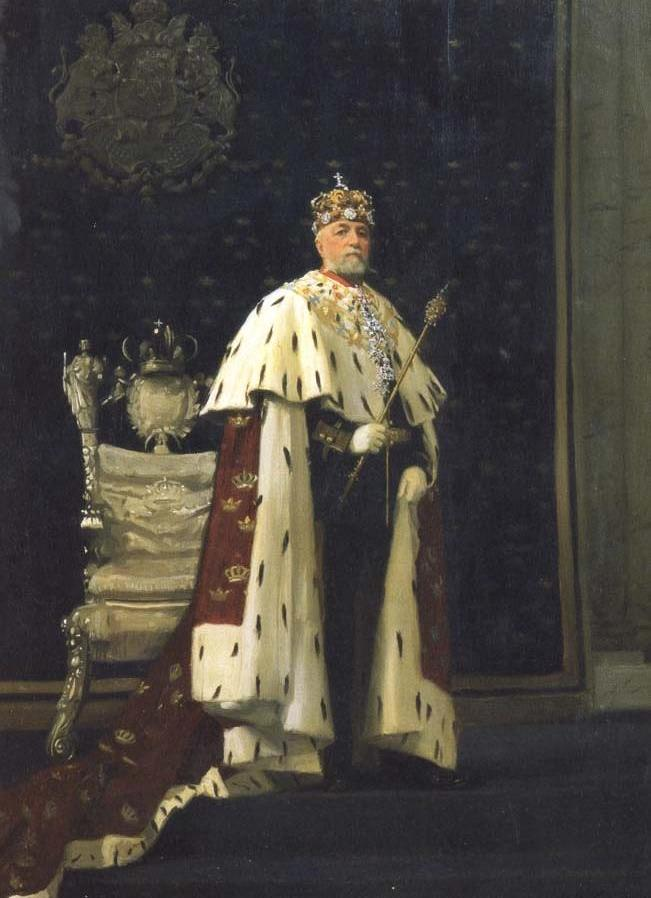
Oscar II con alle spalle il trono d'argento